# Prażmów (przystanek kolejowy)
 Prażmów – przystanek kolejowy w Nowym Prażmowie, w województwie mazowieckim, w Polsce.